# Георги Димитров (дипломат)
Вижте пояснителната страница за други личности с името Георги Димитров.
Георги Димитров Димитров е български професионален дипломат (постоянен секретар на МВнР, посланик в Сърбия), външнополитически експерт (президентски секретар, партиен съветник) и политик от партия АБВ.

## Биография
Завършва висше образование по специалност „Международни отношения“ в МГИМО, Москва през 1983 г. След дипломирането си постъпва на дипломатическа работа в Министерството на външните работи на България.
В професионалната си кариера заема важни външнополитически длъжности:
- секретар по външната политика на президента Георги Първанов, 24 януари 2002 – 15.09.2005 година
- извънреден и пълномощен посланик в Белград, 21.09.2005 – 30.09.2010 година
- постоянен секретар на Министерството на външните работи, 2013 – октомври 2014 г.[1]
- външнополитически съветник и член на ръководството на партията АБВ[2]

Съучредител е на Българското дипломатическо дружество. Бил е сътрудник на Държавна сигурност в периода 1985 – 1991 г.Псевдонимите му са "Антон" и "Боил", вербуван от ст. л-т Станимир Сърбиновски през 1985 г., който му е и водещ офицер. След това го поемат м-р Георги Деничин и ст. л-т Б. Геновски. Обявен от Комисията по досиетата с Решение № 175/ 14.12.2010 г.